# Thursday's Child
Thursday's Child is een nummer van Britse muzikant David Bowie en de eerste track van zijn album 'hours...' uit 1999. Het nummer werd twee weken voor de release van het album uitgebracht als de leadsingle van het album. Net als enkele andere nummers van het album werd het oorspronkelijk geschreven voor de videogame Omikron: The Nomad Soul.

## Achtergrond
In een optreden voor het programma VH1 Storytellers vertelde Bowie dat de titel van het nummer was afgeleid van de autobiografie van actrice Eartha Kitt. Het boek, eveneens "Thursday's Child" genaamd, was een van zijn favoriete boeken toen hij veertien jaar oud was.
Van het nummer bestaat ook een zogeheten "Rock Mix", die ook op de cd-single verscheen. Deze versie bevat krachtigere drums en meer gitaar.
De videoclip van het nummer werd geregisseerd door Walter Stern en laat Bowie zien in een motelkamer, waar hij in een spiegel kijkt en terugdenkt aan zijn leven en wat er zou kunnen zijn gebeurd.

## Tracklijst
- Alle nummers geschreven door Bowie en Reeves Gabrels.

Cd-versie 1 (Verenigd Koninkrijk)
1. "Thursday's Child" (edit) - 4:25
2. "We All Go Through" - 4:09
3. "No One Calls" - 3:51

Cd-versie 2 (Verenigd Koninkrijk)
1. "Thursday's Child" (Rock mix) - 4:27
2. "We Shall Go to Town" - 3:56
3. "1917" - 3:27

- Deze versie bevat ook de volledige videoclip voor "Thursday's Child" in QuickTime-formaat.

Cd-versie 1 (internationaal)
1. "Thursday's Child" (Radio edit) - 4:25
2. "Thursday's Child" (Rock mix) - 4:27
3. "We Shall Go to Town" - 3:56
4. "1917" - 3:27

Cd-versie 2 (internationaal)
1. "Thursday's Child" (Radio edit) - 4:25
2. "Thursday's Child" (Rock mix) - 4:27

Promotieversie
1. "Thursday's Child" (Radio edit) - 4:25
2. "Thursday's Child" (Rock mix) - 4:27
3. "Thursday's Child" (Albumversie) - 5:24

Cd-versie (Verenigde Staten)
1. "The Pretty Things Are Going to Hell" (edit) - 3:59
2. "The Pretty Things Are Going to Hell" (Call out hook #1) - 0:11
3. "The Pretty Things Are Going to Hell" (Call out hook #2) - 0:11
4. "Thursday's Child" (Radio edit) - 4:25
5. "Thursday's Child" (Call out hook #1) - 0:12
6. "Thursday's Child" (Call out hook #2) - 0:12

## Muzikanten
- David Bowie: zang
- Holly Palmer: achtergrondzang
- Reeves Gabrels: gitaar
- Mark Plati: synthesizer, basgitaar
- Sterling Campbell: drummachine

## Hitnoteringen

### Nationale Hitparade top 50 /Single Top 100
| Hitnotering: 09-10-1999 t/m 06-11-1999 | Hitnotering: 09-10-1999 t/m 06-11-1999 | Hitnotering: 09-10-1999 t/m 06-11-1999 | Hitnotering: 09-10-1999 t/m 06-11-1999 | Hitnotering: 09-10-1999 t/m 06-11-1999 | Hitnotering: 09-10-1999 t/m 06-11-1999 | Hitnotering: 09-10-1999 t/m 06-11-1999 |
| Week:                                  | 1                                      | 2                                      | 3                                      | 4                                      | 5                                      |                                        |
| -------------------------------------- | -------------------------------------- | -------------------------------------- | -------------------------------------- | -------------------------------------- | -------------------------------------- | -------------------------------------- |
| Positie:                               | 87                                     | 82                                     | 81                                     | 85                                     | 96                                     | uit                                    |